# Wallace (Kansas)
Wallace è un comune degli Stati Uniti d'America, situato nello Stato del Kansas, nella Contea di Wallace.